# Charlotte av Hessen-Darmstadt
Charlotte Wilhelmine Christiane Marie av Hessen-Darmstadt, född 5 november 1755 i Darmstadt, död 12 december 1785 i Hannover, var en kronprinsessa av Mecklenburg-Strelitz, gift med Karl II av Mecklenburg-Strelitz.

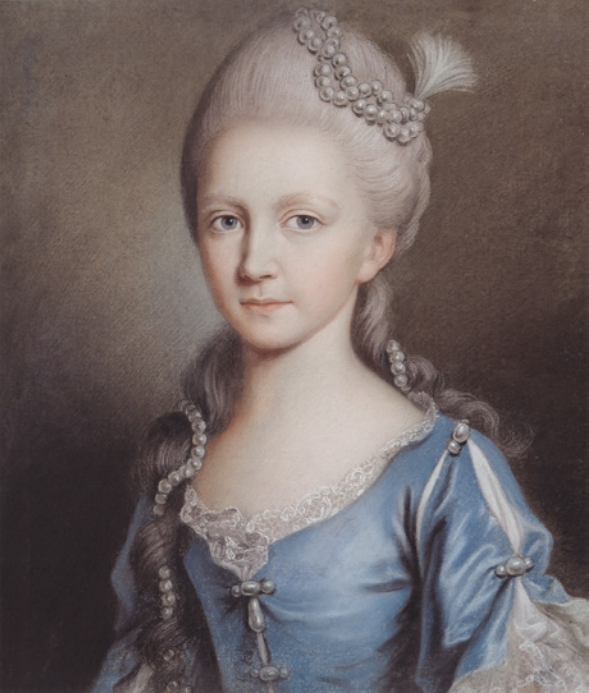

## Biografi
Charlotte av Hessen-Darmstadt var dotter till prins Georg Wilhelm av Hessen-Darmstadt och Maria Louise Albertine av Leiningen-Dagsburg-Falkenburg. Charlotte och hennes syster Louise växte upp vid hovet i Wien som lekkamrater till Marie-Antoinette och Maria Karolina av Österrike, och kallades av den förstnämnda för de "kära prinsessorna". De ingick i det följe som reste med Marie-Antoinette till franska gränsen vid hennes bröllop 1770, och brevväxlade sedan med denna fram till 1792, Marie-Antoinette behöll små miniatyrporträtt av systrarna fram till sin död, också under sin tid i fängelset. Hon besökte Marie-Antoinette i Versailles tillsammans med sin syster Louise år 1780.
Charlotte av Hessen-Darmstadt förlovades först med tronföljaren prins Peter Fredrik Wilhelm av Oldenburg, men förlovningen bröts på grund av dennes psykiska tillstånd. Hon gifte sig med kronprins Karl av Mecklenburg-Strelitz 28 september 1784 i Darmstadt. Han var hennes före detta svåger, och hon blev därmed styvmor till sin avlidna syster Fredrikas barn. Makarna levde i brittiska Hannover, där Karl var generalguvernör för sin svåger, Georg III av Storbritannien. Charlotte avled i barnsäng vid födseln av sitt enda barn. Maken bosatte sig då med hennes mor, som blev vårdnadshavare för sina barnbarn.